# Leander Starr Jameson
Sir Leander Starr Jameson, Primo Baronetto KCMG - CB (Edimburgo, 9 febbraio 1853 – Londra, 26 novembre 1917), è stato un politico britannico.
Noto anche come Doctor Jim, The Doctor o Lanner, è conosciuto soprattutto per l'operazione militare passata alla storia come la Spedizione di Jameson.

## Biografia giovanile e famiglia
Nato il 9 febbraio 1853, dai Jameson di Edimburgo, Scozia, figlio di Robert William Jameson (1805–1868),a Writer of the Signet, e Christian Pringle, figlia del Maggiore Generale Pringle di Symington. Robert William e Christian Jameson ebbero 12 figli, dei quali il più giovane fu Leander Starr, nato a Stranraer, Galloway nel sudovest della Scozia, nipote del Professor Robert Jameson, Regius Professor di Storia Naturale all'Università di Edimburgo.
L'alquanto strano nome di Leander derivava dal fatto che suo padre Robert William Jameson era stato salvato dall'annegamento la mattina della sua nascita da un viaggiatore americano, che lo aveva ripescato dal canale o fiume dalle sponde ripide in cui William era caduto mentre passeggiava aspettando la nascita del figlio. Il premuroso straniero chiamato "Leander Starr" fu immediatamente nominato padrino del neonato, che prese il proprio nome dal suo. Il padre, Robert William, iniziò la sua carriera come avvocato ad Edimburgo. Fu Patrocinante in Cassazione, prima di diventare uno scrittore di commedie, poeta e direttore della Wigtownshire Free Press.
Radicale e riformista, Robert William Jameson fu autore del poema drammatico Nimrod (1848) e del Timoleon, una tragedia in cinque atti pervasa di sentimenti che si rifacevano al movimento anti-schiavista. Il Timoleon fu rappresentato al teatro Adelphi di Edimburgo nel 1852, e conobbe una seconda edizione. A tempo debito, la famiglia Jameson si trasferì a Londra, Inghilterra, andando a vivere nella zona di Kensington-Chelsea. Leander frequentò la Godolphin e Latymer School a Hammersmith, dove conseguì ottimi risultati sia nelle materie di studio che nello sport prima di iscriversi all'Università.

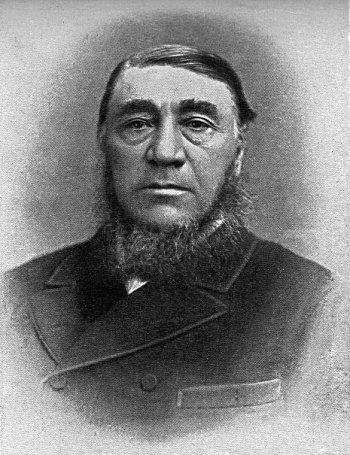
Paul Kruger

Starr seguì i corsi della facoltà di Medicina presso l'University College Hospital, a Londra, dove entrò dopo aver superato gli esami di ammissione nel gennaio del 1870. Si distinse come studente di medicina, conseguendo la medaglia d'oro in materia medica. Dopo la laurea, Leander Starr entrò nella scuola di specializzazione presso lo University College Hospital (laurea nel 1875; abilitazione nel 1877).
Lavorò in qualità di internista, chirurgo interno e dimostratore di anatomia. Pur avendo la possibilità di intraprendere una promettente carriera a Londra, nel 1878 la sua salute si guastò a causa del superlavoro e, quindi, si trasferì in Sudafrica dove aprì un ambulatorio medico a Kimberley. Lì si conquistò una grande reputazione come medico. Oltre ad annoverare il presidente Kruger e il capo Matabele Lobengula Kamalo tra i suoi pazienti, fece conoscenza con Cecil Rhodes. Lobengula espresse riconoscenza per il positivo trattamento della sua gotta da parte di Jameson, onorandolo con il raro titolo di inDuna del suo reggimento favorito, l'Imbeza. Benché Jameson fosse un bianco, fu ammesso alle cerimonie di iniziazione connesse al suo rango.
Lo status di inDuna gli conferì dei vantaggi e, nel 1888, esercitò positivamente la propria influenza sul re dei Matabele inducendolo ad assegnare la concessione (la cosiddetta Rudd Concession) a John Moffat, emissario di Rhodes. Di conseguenza, fu fondata la Compagnia Britannica del Sudafrica (La Compagnia). La concessione, pare estorta tramite un traduttore che spiegava in modo scorretto le parole dei britannici, consisteva nell'apertura di miniere e la colonizzazione del territorio compreso tra i fiumi Limpopo e Zambesi, territorio che, successivamente, fu chiamato Rhodesia.
Quando la compagnia procedette ad aprire il Mashonaland, Jameson abbandonò il suo ambulatorio medico e si aggregò alla spedizione pionieristica del 1890. Da quel momento in poi le sue fortune si legarono ai progetti di Rhodes per il nord. Immediatamente dopo che la colonna di pionieri ebbe occupato il Mashonaland, Jameson, insieme a F. C. Selous e a A. R. Colquhoun, andò ad est nel Manicaland, svolgendo un ruolo importante nell'assicurare la maggior parte di quel paese, su cui il Portogallo reclamava diritti, alla Compagnia Concessionaria. Nel 1891 Jameson successe a Colquhoun come amministratore del Mashonaland. Nel 1893 Jameson fu la figura chiave nella Prima Guerra dei Matabele venendo coinvolto negli incidenti che condussero al massacro della Pattuglia Shangani.

## Personalità
La personalità di Jameson sembra aver ispirato une certo grado di devozione da parte dei suoi contemporanei. Elizabeth Longford scrive di lui: "Qualunque cosa uno senta per lui o per i suoi progetti quando non è presente, non può fare a meno di restarne affascinato in sua presenza.... Le persone si legavano a Jameson con straordinario fervore, cosa ancora più straordinaria dato che egli non faceva nulla per alimentarlo. Manifestava un'attitudine di duro cinismo verso la vita, la letteratura ed ogni articolata forma di idealismo, particolarmente verso l'adulazione degli eroi che lui stesso evocava ... Quando morì, il Times stimò che la stupefacente presa sui suoi seguaci era stata pari solo a quella di Parnell, il patriota irlandese. (Longford, 1982, p.44)

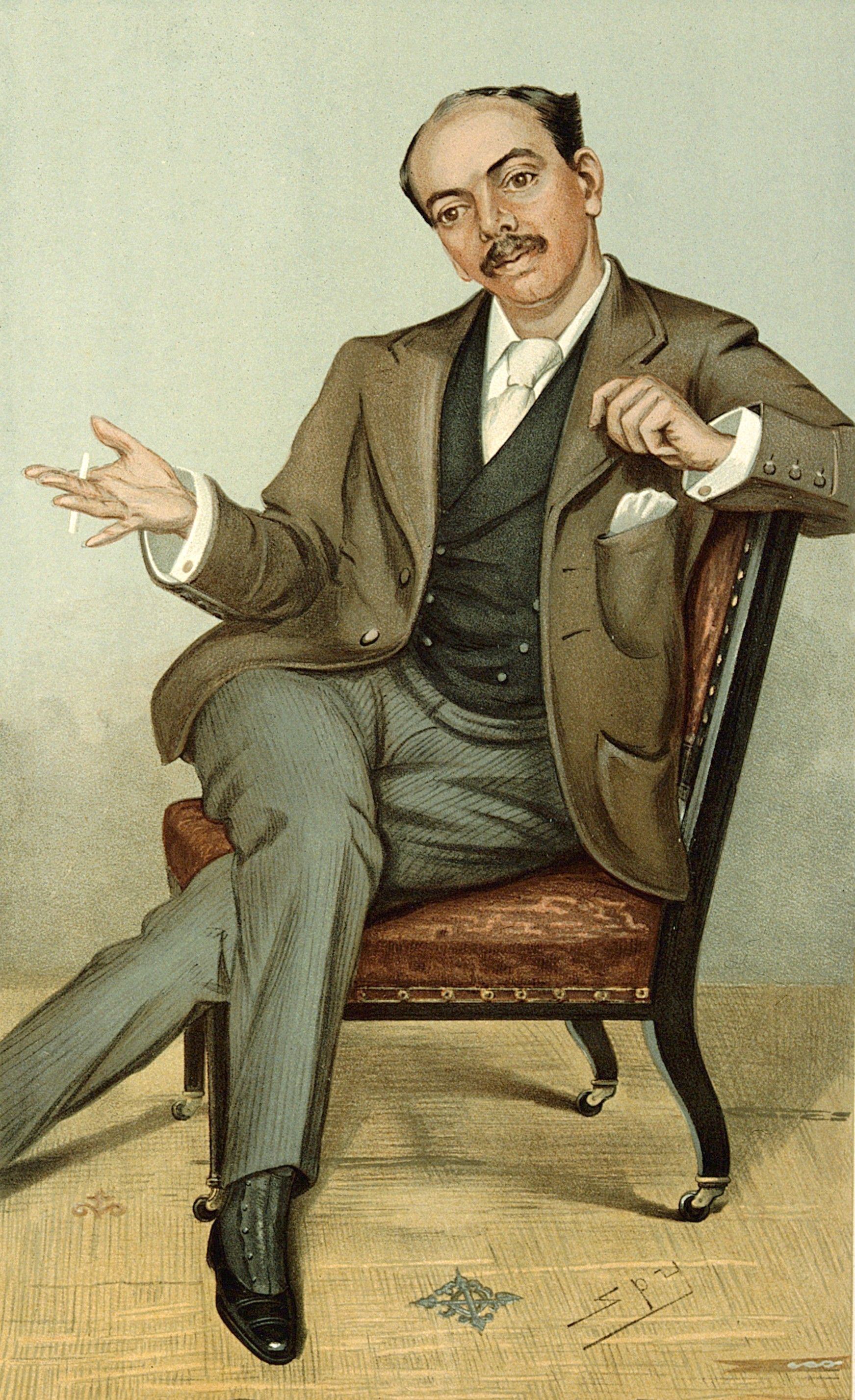
Jameson su Vanity Fair del 1895

Longford nota anche che Rudyard Kipling scrisse la poesia Se avendo Leander Starr Jameson in mente come ispiratore per le caratteristiche secondo le quali egli raccomandava ai giovani di vivere (particolarmente il figlio di Kipling, a cui la poesia è dedicata nelle ultime strofe). Longford scrive: "Jameson sarebbe successivamente diventato l'ispiratore e l'eroe della poesia di Rudyard Kipling Se..." (Longford, 1982, p. 44). Prova diretta che la poesia Se venne scritta ispirandosi a Jameson è disponibile anche nell'autobiografia di Rudyard Kipling Qualcosa di me stesso (Macmillan Uniform Edition, pubblicata nel 1937) nella quale Kipling scrive (p. 191) che "Se--" era "stata ispirata dalla personalità di Jameson."
Come sotto riferito, nel 1895, Jameson condusse circa 500 suoi compatrioti in quello che divenne noto come Jameson Raid contro i boeri in Sudafrica. Il Jameson Raid venne poi citato da Winston Churchill come il principale fattore che portò alla Seconda Guerra Boera che si svolse tra il 1899 e il 1902. Ma la storia raccontata in Gran Bretagna fu piuttosto diversa. La sconfitta britannica fu interpretata come una vittoria e Jameson venne dipinto come un audace eroe. La poesia celebra l'eroismo, la dignità, lo stoicismo e il coraggio di fronte al disastro del fallito raid, per il quale egli venne ingiustamente considerato un capro espiatorio.
Il carattere persuasivo di Jameson, che divenne poi noto con il termine di Fascino di Jameson, fu descritto in dettaglio da G. Seymour Fort (1918), che descrive il suo infaticabile, logico e sagace temperamento in questo modo: "... Non era sua abitudine parlare a lungo, né era, tranne se non eccezionalmente interessato, un buon ascoltatore. Aveva una mente così logica ed era così rapido ad afferrare una situazione, che spesso tagliava corto mediante un energico commento o una battuta personale che spesso sconcertava chi parlava.
Nonostante la sua carriera avventurosa, i semplici ricordi ovviamente lo annoiavano; era sempre in movimento, per il miglioramento di condizioni presenti o future, e nelle discussioni era un maestro della persuasione, creando inconsciamente in coloro che lo circondavano un desiderio latente di seguirlo, se lui avesse condotto. La sorgente di questa influenza persuasiva elude ogni analisi, e, come il mistero della leadership, è più psichica che mentale. In quest'ultimo rispetto, Jameson era splendidamente equipaggiato; aveva un grosso potere di concentrazione, un raziocinio di tipo logico, e una svelta capacità di diagnosi, mentre dal lato frivolo, possedeva una conversazione spiritosa e la capacità di celiare che era al contempo cinica e personale...
... Si ammantò di cinismo come in un cappotto, non solo per proteggersi contro la sua stessa rapida simpatia umana, ma per celare l'austero standard di dovere e onore che si era imposto. Cercava continuamente di nascondere ai suoi amici il suo vero atteggiamento verso la vita, e l'alta stima che riponeva nei valori etici accettati... Egli era essenzialmente un patriota che non cercava per se stesso ricchezze, potere, fama, comodità, né tantomeno un facile ancoraggio per la riflessione. L'ampia sfera del suo lavoro e dei suoi successi, e l'accettato dominio della sua personalità e della sua influenza si basavano entrambi sulla sua adesione al principio secondo cui le considerazioni personali andavano sempre subordinate al lavoro, alla lealtà del suo servizio ad alti ideali. Tutta la sua vita sembra illustrare la verità del detto che nell'autostima e nell'autocentrismo non c'è profitto, e che solo nell'autosacrificio nel perseguire scopi impersonali un uomo può salvare la propria anima e beneficare i propri simili". (Fort, 1918, 331-335)

## La spedizione in Sudafrica

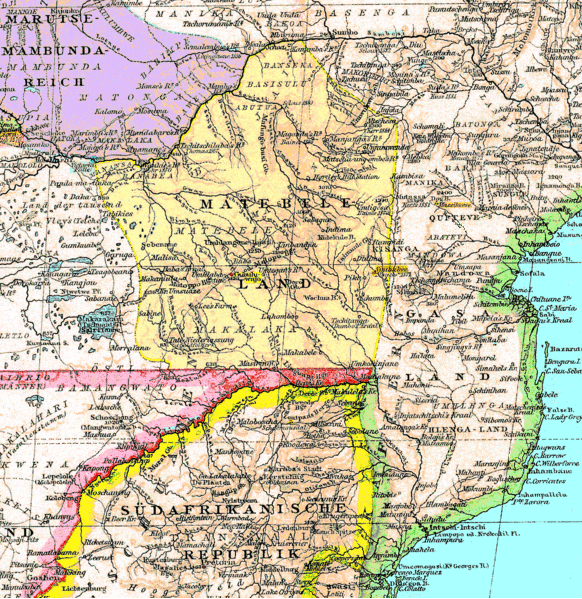
Matabeleland, 1887

Nel novembre del 1895 un pezzo di territorio d'importanza strategica, la Striscia di Pitsani, che era parte del Protettorato del Bechuanaland e confinava con il Transvaal, fu ceduto alla Compagnia Britannica del Sudafrica dall'Ufficio Coloniale, ufficialmente per proteggere la ferrovia che attraversava il territorio. Cecil Rhodes, Primo Ministro della Colonia del Capo e amministratore della Compagnia, era ansioso di portare il Sudafrica sotto il dominio britannico ed incoraggiò gli Uitlander a emanciparsi dalle repubbliche boere, sottraendosi alla dominazione degli Afrikaner. Rhodes sperava che l'intervento dell'esercito privato della compagnia potesse innescare la rivolta degli Uitlander, con conseguente rovesciamento del governo del Transvaal. Le forze di Rhodes furono ammassate nella Striscia di Pitsani a questo scopo.
Il giorno di Santo Stefano, Joseph Chamberlain informò Lord Salisbury di attendersi una rivolta e di sapere per certo che ci sarebbe stata un'invasione ma che non era sicuro di quando. Il successivo Jameson Raid fu un disastro, finito con la capitolazione delle forze d'invasione. Chamberlain, a Highbury, ricevette un telegramma segreto dall'Ufficio Coloniale il 31 dicembre che lo informava dell'inizio del Raid.
Nel 1895 Jameson aveva radunato un esercito privato all'esterno del Transvaal in preparazione al rovesciamento violento del governo Boero. L'idea era quella di fomentare una sommossa tra i lavoratori stranieri (Uitlanders) nel territorio, sfruttando lo scoppio della sommossa come scusa per invadere ed annettere il territorio. Diventato impaziente, Jameson lanciò il raid che da lui prese il nome il 29 dicembre 1895, riuscendo a spingersi fino a 35 chilometri da Johannesburg prima che forze boere superiori di numero costringessero lui e i suoi uomini ad arrendersi.
Favorevole agli obiettivi ultimi del raid, Chamberlain rimase contrariato dalla tempistica dell'invasione e sottolineò che "se ha successo mi rovinerà. Andrò a Londra per impedirlo". Si recò velocemente in treno all'Ufficio Coloniale, e ordinò a Sir Hercules Robinson, Governatore Generale della Colonia del Capo, di ripudiare le azioni di Jameson e avvisò Rhodes che la Compagnia Concessionaria sarebbe stata in pericolo se si fosse scoperto che il Primo Ministro era coinvolto nel Raid. I prigionieri furono inviati a Londra per il processo, mentre il governo del Transvaal ricevette una notevole somma a compenso dalla Compagnia. Jameson fu processato in Inghilterra per aver guidato il raid; per tutto questo tempo fu idolatrato dalla stampa e dalla società londinese.

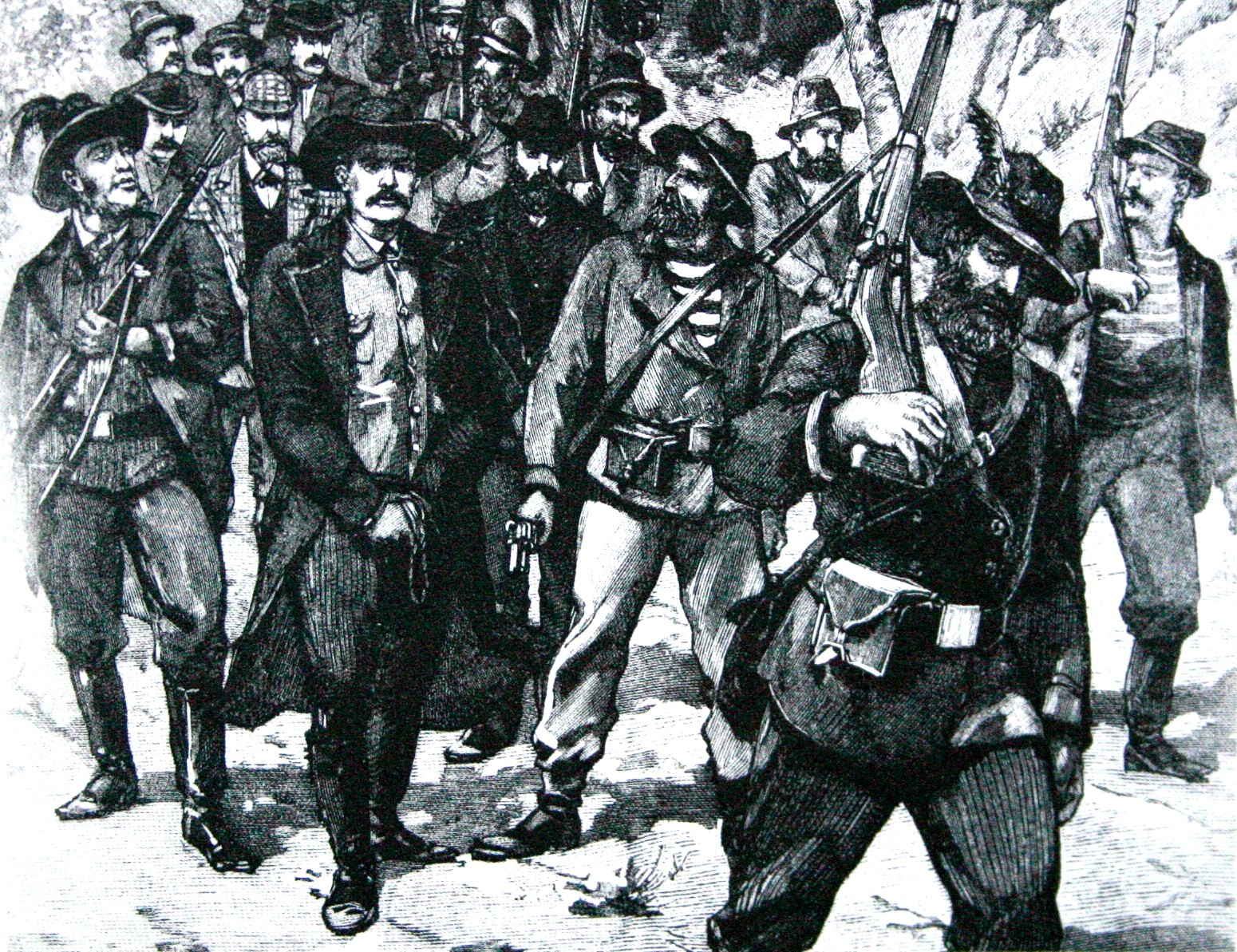
Arresto di Jameson dopo il raid - Petit Parisien 1896

Durante il processo a Jameson, l'avvocato di Rhodes, Bourchier Hawksley, rifiutò di produrre i cablogrammi che erano stati scambiati tra Rhodes e i suoi agenti di Londra nel corso del novembre e del dicembre 1895. Secondo Hawksley, questi dimostravano che l'Ufficio Coloniale "influenzava le azioni di quelli in Sudafrica" che avevano partecipato al Raid e perfino che Chamberlain aveva passato di mano il controllo della Striscia di Pitsani Strip per facilitare l'invasione. Nove giorni prima del Raid Chamberlain aveva chiesto al suo Assistente Sottosegretario di incoraggiare Rhodes ad affrettarsi a causa del deterioramento della situazione venezuelana.
Jameson, nonostante fosse difeso in tribunale dal famoso avvocato Sir Edward Clarke, fu condannato a 15 mesi di prigione, ma venne subito graziato. A giugno del 1896, Chamberlain offrì le sue dimissioni a Salisbury, avendo mostrato al Primo Ministro che uno o due cablogrammi lo coinvolgevano nella pianificazione del Raid. Salisbury rifiutò di accettare l'offerta, probabilmente riluttante di perdere la più popolare figura del governo. Salisbury reagì aggressivamente a sostegno di Chamberlain, appoggiando la minaccia del Ministro per le Colonie di ritirare la concessione alla Compagnia se i cablogrammi fossero stati rivelati. Di conseguenza, Rhodes rifiutò di rivelare i cablogrammi. Non essendo stata prodotta alcuna prova che Chamberlain fosse complice della pianificazione del Raid, la Commissione d'Inchiesta che investigava gli eventi riguardanti il Raid non ebbe altra scelta che quella di assolvere Chamberlain da ogni responsabilità.
Jameson era stato Amministratore Generale per il Matabeleland al momento del Raid e la sua intrusione in Transvaal lasciò sguarnito il Matabeleland di molti dei suoi soldati lasciando l'intero territorio vulnerabile. Approfittando di questa debolezza e del malcontento con la Compagnia britannica del Sudafrica, i Matabele si rivoltarono nel marzo del 1896 in quella che oggi in Zimbabwe viene celebrata come la Prima Guerra d'Indipendenza – la Seconda Guerra dei Matabele.
Centinaia di coloni bianchi vennero uccisi nelle prime settimane della guerra e molti di più sarebbero morti nel corso del successivo anno e mezzo per mano dei Matabele e degli Shona. Con poche truppe a loro difesa, i coloni dovettero velocemente costruire da loro stessi un accampamento fortificato (laager) al centro di Bulawayo. Contro i 50.000 Matabele arroccati nella loro roccaforte delle Matobo Hills i coloni oraganizzarono pattuglie a cavallo affidate a figure leggendarie come Burnham, Baden-Powell, e Selous. Dopo che i Matabele deposero le armi, la guerra continuò fino all'ottobre del 1897 nel Mashonaland.

## Carriera politica successiva
Nonostante il fallimento del suo raid, Jameson godette di una vita politica di successo proprio a seguito dell'invasione, ricevendo molti onori negli anni successivi. Nel 1903 Jameson si mise in evidenza come leader del Partito Progressivo Britannico nella Colonia del Capo. Quando il partito vinse, divenne primo ministro della Colonia del Capo dal 1904 al 1908. Servì come leader del Partito Unionista del Sudafrica dalla sua fondazione nel 1910 fino al 1912. Jameson fu creato baronetto nel 1911 e ritornò in Inghilterra nel 1912.
Secondo Rudyard Kipling, la sua famosa poesia Se (If) fu scritta a celebrazione delle qualità personali di Leander Starr Jameson che gli consentirono di superare le difficoltà del raid, per il quale egli subì gran parte del biasimo, benché Joseph Chamberlain, il Ministro per le Colonie dell'epoca, fu, secondo alcuni storici, implicato negli eventi del raid. Jameson fu seppellito sulla Malindidzimu Hill,l or World's View, una collina di granito nel Parco Nazionale Matobo 40 km a sud di Bulawayo. Fu designata da Cecil Rhodes come il luogo di riposo per coloro i quali servirono fedelmente la Gran Bretagna in Africa. Anche Rhodes è sepolto là.
Leander Starr spirò nel pomeriggio del 26 novembre 1917 a Londra. Il suo corpo fu deposto in una tomba del Kensal Green Cemetery il tre giorni dopo, dove rimase fino al termine della prima guerra mondiale.
Ian Colvin (1923) scrisse che il corpo di Jameson fu allora:
"...portato in Rhodesia e il 22 maggio del 1920, deposto in una tomba intagliata nel granito in cima alla montagna che Rhodes aveva chiamato " La Veduta sul Mondo", accanto alla tomba dell'amico.
"La tua fermezza rende il mio cerchio preciso,
E mi fa finire dove ho cominciato.'
Lì in cima quei due giacciono insieme".
(Colvin, 1923, Vol.2, p.320).

## Biografie, ritratti e onorificenze
La vita di Leander Starr Jameson è stata oggetto di numerose biografie, compresa La vita di Jameson di Ian Colvin (1922, Vol.1 e 1923, Vol.2), e Dr. Jameson di G.Seymour Fort, (1918). Il Jameson Raid è stato oggetto di numerosi articoli e libri e rimane un affascinante enigma storico più di cent'anni dopo che esso ebbe luogo.
Esistono tre ritratti di Leander Starr Jameson alla Galleria Nazionale dei Ritratti di Londra. Uno di questi fu dipinto da uno dei fratelli maggiori di Leander, Middleton Jameson, (1851–1919), altrimenti noto come 'Midge', a cui era devoto.
Leander fu insignito dell'Ordine di San Michele e San Giorgio ( KCMG, The Most Honourable Order of the Bath), dell'Ordine del Bagno (CB, Companion of the Order of the Bath), della Libertà della Città di Londra (Freedom of the City of London), della Libertà della Città di Manchester (Freedom of the City of Manchester) e della Libertà della Città di Edimburgo (Freedom of the City of Edinburgh), per i servizi resi all'Impero Britannico.

## Documenti storici recenti
Ad oggi, gli eventi riguardanti il coinvolgimento di Leander nel Jameson Raid, essendo in certo qual modo estranei alla personalità del soggetto e alla sua precedente storia, al resto della sua vita e della successiva carriera politica di successo, rimangono pressoché un enigma per gli storici. Nel 2002, la Van Riebeck Society ha pubblicato Sir Graham Bower's Secret History of the Jameson Raid and the South African Crisis, 1895-1902 (a cura di Deryck Schreuder e Jeffrey Butler, Van Riebeeck Society, Città del Capo, Seconda Serie No.33), che fornisce ulteriori dettagli alle prove storiche secondo le quali il giudizion e l'imprigionamento degli incursori di Jameson al momento del loro processo costituì una subdola manovra del governo britannico, il risultato di manovre politiche di Joseph Chamberlain e del suo staff per coprire il proprio coinvolgimento e la propria conoscenza del raid.
Nel suo lavoro di revisione della Sir Graham Bower's Secret History ..., Alan Cousins (2004) nota che "Un certo numero di temi importanti e di fatti emergono" dalla storia di Bower ... forse il più eclatante è il racconto di Bower secondo cui egli fu scelto come capro espiatorio dell'insuccesso del raid: "dato che era necessario trovare un capro espiatorio non mi restò che servire il mio Paese in questo modo".
Cousins fa notare di Bower che: "appare evidente un chiaro senso del suo rigido codice d'onore, ed una convinzione che non solo l'unità, la pace, e la serenità del Sudafrica, ma anche la pace in Europa sarebbero state messe in pericolo se avesse rivelato la verità. Egli riteneva che, avendo dato a Rhodes la sua parola di non divulgare certe conversazioni private, non gli restava che tener fede a tale promessa, ma anche perché si era convinto che sarebbe stato molto dannoso per la Gran Bretagna se egli avesse rivelato qualcosa alla commissione parlamentare riguardo allo stretto coinvolgimento di Sir Hercules Robinson e Joseph Chamberlain nel loro disdicevole incoraggiamento della pianificazione della rivolta a Johannesburg."
Infine, Cousins osserva che "...nelle sue riflessioni, Bower esprime un giudizio di condanna nei confronti di Chamberlain, accusandolo di aver 'mentito spudoratamente' al parlamento e di aver reso pubblici documenti falsi per l'inchiesta. Nel rapporto del comitato, Bower venne considerato colpevole di complicità, mentre nessuna accusa venne mossa contro Joseph Chamberlain o Robinson. Bower non venne mai redento nel corso della sua vita, e non fu mai più reintegrato in quella che riteneva la sua giusta posizione nel servizio coloniale: egli fu, in effetti, degradato al posto di segretario coloniale nelle Mauritius. Nei suoi commenti traspaiono chiaramente l'amarezza ed il senso di tradimento".
Le speculazioni sulla vera natura dei retroscena del raid di Jameson sono state fatte per molti anni dopo l'evento e vengono fatte ancora oggi.